# Tetrazine

Strukturformeln isomerer Tetrazine: 1,2,3,4-Tetrazin (links), 1,2,4,5-Tetrazin (Mitte) und 1,2,3,5-Tetrazin (rechts)

Tetrazine sind eine Stoffklasse heteroaromatischer Sechsringe mit vier Stickstoffatomen im Ring und damit eine Untergruppe der Azine. Von den drei möglichen Isomeren ist insbesondere das 1,2,4,5-Tetrazin wichtig. 1,2,3,4-Tetrazin und 1,2,3,5-Tetrazin besitzen geringere Bedeutung. Letztere sind nur in Form kondensierter Ringsysteme oder partiell hydrierter Derivate bekannt.
Das wasserlösliche 1,2,4,5-Tetrazin bildet purpurrote Kristalle, die bei 99 °C schmelzen bzw. sublimieren. Es entsteht unter Ringschluss aus zwei Molekülen Diazoessigester mit anschließender Oxidation gefolgt von einer Decarboxylierung.